# Amblyteles visseri
Amblyteles visseri är en stekelart som beskrevs av Per Abraham Roman 1935. Amblyteles visseri ingår i släktet Amblyteles och familjen brokparasitsteklar. Inga underarter finns listade i Catalogue of Life.